# ラリー・オーディ
ラリー・オーディ（Larry O'Dea / Larry O'Day、本名：Larry Davies、1944年 - 1997年6月30日）は、オーストラリアのプロレスラー。首都特別地域キャンベラ出身。
タッグパートナーだったロン・ミラーと共に、豪州マット界のプロモーターとしても活動した。

## 来歴
キャンベラ大学ではレスリングの選手として活躍し、オリンピックの代表候補にも選ばれたという。プロ転向後は、当時オーストラリアでジム・バーネットが主宰していたワールド・チャンピオンシップ・レスリングで活動。1964年から1969年にかけて、バディ・オースチン、モンゴリアン・ストンパー、レイ・スティーブンス、プロフェッサー・タナカ、ミツ・アラカワ、スカル・マーフィー、キラー・カール・コックス、ゴリラ・モンスーン、ビル・ミラーなど北米から参戦してくる強豪と対戦し、ファビュラス・カンガルーズの初代メンバーだったロイ・ヘファーナンのパートナーにも起用された。
1971年、シドニー出身のロン・ミラーと共に渡米し、ベビーフェイスのタッグチーム、ジ・オーストラリアンズ（The Australians）としてNWAの南部テリトリーを転戦。エディ・グラハムが主宰していたフロリダのCWFでは、8月2日にロニー・ガービン&オレイ・アンダーソンからNWAフロリダ・タッグ王座を奪取。以降もディック・マードック&ボビー・ダンカン、ジ・アラスカンズ、ジ・インフェルノスなどのチームを破り、同王座を通算4回に渡って獲得した。テネシー地区ではスプートニク・モンロー&ノーベル・オースチンなどのチームと抗争を展開。1972年5月19日にはNWAテネシー・タッグ王座も獲得している。
1972年6月、ミラーとのオーストラリアンズで日本プロレスの『第2次ゴールデン・シリーズ』に初来日。開幕戦の後楽園ホール大会では、当時のアジアタッグ王者チームだった坂口征二&吉村道明と対戦した。1973年10月には単独で全日本プロレスに来日。同時参加していたマードックやドリー・ファンク・ジュニアのパートナーとなって時折メインイベントにも出場し、ジャイアント馬場や鶴田友美と対戦した。
1973年末、ワールド・チャンピオンシップ・レスリングの主宰者だったバーネットが、オーストラリアの興行権を売却してアメリカに帰国。その後、団体の運営はトニー・コロニーを経て、1975年よりオーディとミラーが引き継いだ。以降はミラーと共に豪州マットを仕切り、アンドレ・ザ・ジャイアント、アーニー・ラッド、オックス・ベーカー、キラー・カール・クラップ、バグジー・マグロー、ブッチャー・ブラニガン、ブルーザー・ブロディ、そしてNWA世界ヘビー級王者のハーリー・レイスなどを北米から招聘。レスラーとしても、相棒のミラーや若手時代のリック・マーテル、1960年代からの豪州のスターだったマリオ・ミラノらをパートナーに、NWA豪亜タッグ王座を再三獲得している。
しかし、バーネット主宰時代のような活況を呈せず、テレビ放送の打ち切りやインディー団体の乱立もあって、ワールド・チャンピオンシップ・レスリングは1978年を最後に活動を停止。以降は隣国ニュージーランドのオールスター・プロレスリングを主戦場とし、1980年にはパートナーのミラーを相手にNWA英連邦ヘビー級王座を争った。
セミリタイア後はバーネットが相談役を務めていたアメリカのWCWに単発出場しており、1992年6月22日、サウスカロライナ州チャールストンで行われたNWA世界タッグ王座の争奪トーナメントに息子のジェフ・オーディと組んで参加したが、1回戦でテリー・ゴディ&スティーブ・ウィリアムスに敗退した。
1997年6月30日、肝癌のため死去。

## 得意技
- ローリング・クラッチ・ホールド[2]
- ドロップキック[3]

## 獲得タイトル
チャンピオンシップ・レスリング・フロム・フロリダ
- NWAフロリダ・タッグ王座：4回（w / ロン・ミラー）[12]

NWAミッドアメリカ
- NWAテネシー・タッグ王座：1回（w / ロン・ミラー）[14]

ワールド・チャンピオンシップ・レスリング（オーストラリア）
- NWA豪亜タッグ王座：9回（w / ロン・ミラー×4、ボビー・ハート×2、エド・ウィスコスキー、リック・マーテル、マリオ・ミラノ）[17]

オールスター・プロレスリング
- NWA英連邦ヘビー級王座：2回[18]
- NWAオーストラレージアン・タッグ王座：1回（w / リッパー・コリンズ）[21]